# Canard des Philippines
Anas luzonica
Espèce
Statut de conservation UICN

 VU A2bcd : Vulnérable
Le Canard des Philippines (Anas luzonica) est une espèce d'oiseaux palmipèdes appartenant à la famille des Anatidae.